# Secret Rule
Secret Rule — итальянская симфоник-метал-группа из Рима, образованная в 2014 году.

## История
Группа Secret Rule была образована в начале 2014 года. Лидер группы и её гитарист Энди Менарио ранее (1987—1998, 2002—2014) играл в группе Martiria, а также работал с такими музыкантами как Винни Апписи (Black Sabbath, Dio, Heaven & Hell), Джефф Пилсон (Dokken, Foreigner), Карлос Кавазо (Quiet Riot) и др. Вокалистка Анжела Ди Винченцо ранее (2004—2014) пела в готик-метал-группе Kyla Moyl.
Первый студийный альбом группы под названием Transposed Emotions вышел 16 февраля 2015 года на английском лейбле звукозаписи Rocksector Records. Сведение и мастеринг были сделаны музыкальным продюсером и звукорежиссёром Ту Мэдсеном в датской студии Antfarm. Художественное оформление выполнено Симоной Спиди Саккоччей.
После нескольких концертов в Италии группа гастролировала в Швейцарии, Франции, Германии, Бельгии, Голландии и Великобритании, приняв участие в некоторых фестивалях, таких как — «SOS Fest» (Англия) и «Wizz Fest» (Бельгия).
24 июня 2016 года на итальянском лейбле Scarlet Records вышел второй студийный альбом Machination. Сведение и мастеринг как и предыдущего альбома были сделаны Ту Мэдсеном в студии Antfarm. В качестве сессионных музыкантов в записи альбома также приняли участие Хенрик Клингенберг (Sonata Arctica), Сандер Зоер (экс-Delain), Стефан Хеллеблад (Within Temptation) и Д’Аморе (Serenity).
Подписав контракт с лейблом Pride & Joy Music группа 10 ноября 2017 года выпустила третий свой студийный альбом The Key to the World. Сведение и мастеринг также были сделаны Ту Мэдсеном в Antfarm. В качестве сессионных музыкантов в записи альбома также приняли участие Хенрик Клингенберг (Sonata Arctica), Хеннинг Бассе (Firewind, MaYan) и Айлин Хименес (экс-Sirenia).
25 января 2019 года также на Pride & Joy группа выпустила свой четвёртый альбом The 7 Endless. В отличие от предыдущих двух своих альбомов этот был записан собственным составом без привлечения сессионных музыкантов. Мастеринг был выполнен шведским музыкантом, композитором, мультиинструменталистом и продюсером Даном Сванё.
21 февраля 2020 года на Pride & Joy вышел пятый студийный альбом Against.

## Состав
| - Анжела Ди Винченцо — вокал - Энди Менарио Менарини — гитара, клавишные - Мишель Распанти — бас-гитара - Себастьяно Дольцани — ударные | - Рубен Рамирес — ударные (2014—2015) - Сандер Зоер — ударные (2015—2015) - Хенрик Клингенберг — клавишные (2015—2017) - Никола Корренте — ударные |

## Дискография

### Студийные альбомы
- 2015 — Transposed Emotions (Rocksector Records)
- 2016 — Machination (Scarlet Records)
- 2017 — The Key to the World (Pride & Joy Music)
- 2019 — The 7 Endless (Pride & Joy Music)
- 2020 — Against (Pride & Joy Music)
- 2020 — Quarantine (The Other Side Of Us)
- 2021 — Mea Culpa
- 2022 — The Resilient (7hard)
- 2023 — UNInVERSE

### Видеоклипы
- Shades of Humanity
- Purgatory
- Birth
- Destruction
- Imaginary World (feat. Ailyn)
- The Song of the Universe
- Twin Flames (feat. Henning Basse)
- You’re the Player
- I Have the Sun
- The Saviour
- I Don’t Wanna Be
- Reena
- True Friend
- Secret Place
- Black Swan
- Blunder
- One More
- Obsession
- The Illusion